# Bankers Hall
Bankers Hall – kompleks wieżowców w Calgary, w prowincji Alberta, w Kanadzie, o wysokości 197 m. Budynki zostały otwarte w roku 2000 i liczą 52 kondygnacje.